# 菱山六醤油
菱山六醤油株式会社（ひしやまろくしょうゆ）は、新潟県新潟市北区にある企業。醤油などを製造している。

## 概要
1913年に新潟市沼垂（現中央区）で漬物製造業を興して創業。その後醤油の醸造を開始した。
旧本社工場はかつての栗ノ木川（現在の国道7号・栗ノ木バイパス）の左岸側に位置し、敷地のすぐ南側には信越本線と白新線が通っていたが、新潟駅の在来線連続立体交差化事業に伴う両路線の高架化と、栗ノ木バイパスの拡幅及び一部立体交差化など、周辺部で鉄道と道路の整備が相次いで事業化されることになったため、それらの建設用地として敷地を売却し、2009年に北区南浜地区の新潟東港近くに所在する新潟市東港工業団地へ移転した。
旧本社が所在していた沼垂地区は元々日本酒や醤油、味噌、納豆、漬物などの発酵食品を製造する業者が多く集積する立地から、近年は「発酵食品の街」として街おこしを図る動きがあり、移転後もこの活動に協力している。

## 沿革
- 1913年2月 - 新潟市長嶺町（現中央区）に五十嵐漬物工場として設立する。
- 1941年8月 - 五十嵐醤油工場に改称する。
- 1955年4月 - 菱山六醤油株式会社として法人に改組。
- 2009年 - 本社工場を新潟市北区島見町へ移転。

## 主な商品
- かおり丸大豆しょうゆ（こいくち特級）
- かおり（うすくち特級）
- いずみ（つゆの素）
- 業務用たれ類